# Ephedranthus amazonicus
Ephedranthus amazonicus är en kirimojaväxtart som beskrevs av Robert Elias Fries. Ephedranthus amazonicus ingår i släktet Ephedranthus och familjen kirimojaväxter. Inga underarter finns listade i Catalogue of Life.